# Flugplatz Seyðisfjörður

i8
i11
i13
Der Flugplatz Seyðisfjörður (IATA-Code: SEJ, ICAO-Code: BISJ) lag im Osten von Island.
Der Flugplatz lag etwa 8 km nordöstlich der Stadt Seyðisfjörður am Südufer des Fjordes, auf dem Gelände des Hofes Hánefstaðir.
Der Hof ist über den Hánefstaðavegur  zu erreichen.
Von dort verläuft ein Weg zum und über den früheren Flugplatz und weiter bis zum Hof Skálanes, wo jetzt eine Naturbeobachtungs-Station steht.
Nach ersten Planungen Ende der 1940er und Anfang der 1970er Jahre wurde der Flugplatz 1975 in Betrieb genommen.
Der Ort hatte damals etwa 1000 Einwohner.
Die geschotterte Start- und Landebahn maß 580 × 30 m, lag etwa in Ost-West-Richtung und 40 m über dem Meeresspiegel.
Das Flugfélag Austurlands versorgte Seyðisfjörður mit Post.
Seit Anfang der 1990er Jahre ist der Flugplatz nicht mehr bei Isavia verzeichnet.